# Антисистема
Антисисте́ма — термин употреблялся во франкоязычной литературе с XVIII века. В испанском языке термин обозначает отдельных людей или группы людей, выступающие против существующей политической, социальной и экономической системы или в более широком смысле движение, направленное против устоявшейся социальной или политической системы. В Британской политической терминологии, означает взгляды, или убеждения, направленные против существующего положения вещей, правящего режима или официальной церковной политики.
Получил широкое распространение в русскоязычной литературе преимущественно в области гуманитарных наук; в настоящее время существует множество пока ещё неудовлетворительных общих определений, например: «система, выполняющая по отношению к данной противоположную функцию», «система с отрицательным уровнем системности», и тому подобное.

## Происхождение термина
Термин появился в 1717 году, когда четыре брата Пари из Гренобля попытались свергнуть финансиста Ло (Жана де Лористона) и его систему (Систему Ло) под влиянием англо-голландских парламентариев. Антисистема закончилась 28 октября 1719 года. Согласно словарю Литтре, антисистема — это финансовая система, противостоящая финансовой системе Ло.
Термин был повторно придуман политологом Джованни Сартори, который ввёл его в свою классическую работу «Партии и партийные системы» (1976), хотя, по словам Ханса Даалдера, профессора политологии Лейденского университета, термин уже использовался в начале 1960-х годов.

## Антисистема в политологии
Термин был впервые использован в современном смысле в 1958 году британским журналом New Statesman для обозначения политической и социальной повестки дня. Антиистеблишментаризм (или антиистеблишментаризм) является выражением такой политической философии. Позиции, направленные против истеблишмента, варьируются в зависимости от политической ориентации. Например, во время протестов 1968 года в левых, социалистических и анархистских кругах, как правило, выступали противники истеблишмента. Однако в 2010-х годах в правопопулистских кругах в основном выступали противники истеблишмента.
Антисистемную партию можно отнести к разряду разрушителей сложившейся государственной политической идеологии. В более широком смысле, согласно Сартори, отрицание охватывает широкий спектр различных установок «от „отчуждения“ и полного неприятия до „протеста“.
В Европе партии, которые квалифицируются или называют себя „антисистемными“, часто находятся на крайне левом или крайне правом фланге политического ландшафта.

### Примеры антисистем в политике
В Европейском Союзе партии, выступающие против истеблишмента, включают греческую СИРИЗА, испанскую „Подемос“, итальянское „Движение пяти звезд“ и немецкую „Левые“.
Партия одна нация и Объединенная партия Австралии 2013 года описываются в источниках, как выступающие против истеблишмента партии.

## Этническая антисистема (по Л. Н. Гумилёву)
В пассионарной теории эногенеза Гумилева используется термин антисистемы — группы людей, имеющие своей целью уничтожение окружающего их общества и ландшафта. К ним он относил гностиков и секты под их влиянием (альбигойцев и богумилов), а в качестве примера антисистемной религии называл буддизм. Историческим примером антисистемного поведения он считал деятельность вандалов и волжскую Булгарию. Константин Фрумкин считает данное учение довольно странным в рамках теории этногенеза, а источником данного элемента у Гумилева предполагает учение Зигмунда Фрейда об Эросе и Танатосе, а также толкования зла в российской религиозной-философской мысли.
Под антисистемой (которую он называет „губительным фантомом“) Гумилев подразумевал совокупность людей, имеющих „негативную“ оценку окружающего мира и возникшего на ее основе общего общего мировоззрения. Гумилев считал, что антисистемы возникают в пограничных между суперэтносами областях, где за счет смешивания разных народов происходит одновременное сочетание противоположных друг другу идей.
Согласно определению Гумилева, антисистема это псевдоэтническое образования, возникшее в результате „химеры“ (контакта несовместимых представителей разных этносов) с негативным мироощущением, имеющее целью уничтожение окружающего мира.
Л. Н. Гумилёв выделил много примеров проявления антисистем в мировой истории. К ним относятся: гностицизм, манихейство, маркионизм, павликианство, ереси богомилов, катаров, (все вышеперечисленное, по Гумилёву, преемственно друг другу и по сути есть одна антисистема), ряд течений исмаилизма, а также опричнина и революционное движение.